# 自然资源部不动产登记中心
自然资源部不动产登记中心（自然资源部法律事务中心），是中华人民共和国国土资源部的直属事业单位。

## 简介
该中心的前身是中国地产咨询评估中心，是1992年8月经中央机构编制委员会批准成立的专为房地产业提供中介服务的事业单位。根据中央机构编制委员会办公室《关于中国地产咨询评估中心更名的批复》（中央编办复字[2002]98号），将中国地产咨询评估中心更名为中国土地矿产法律事务中心，并加挂国土资源部土地争议调处事务中心牌子。
中国土地矿产法律事务中心（国土资源部土地争议调处事务中心）成立于2003年2月28日，位于北京市西城区羊肉胡同77号，是从事公益服务的自收自支事业单位。国土资源部因此成为国务院各部门中首个成立专门开展法律和调处事务事业单位的部门。该中心第一任主任是张婉丽。该中心的宗旨是“服务政府、服务市场、服务社会”，是“从事国土资源法律法规政策研究、产权产籍制度建设研究、土地矿产市场动态监测与监管、土地矿产争议调处和对土地矿产违法案件进行统一处理与辅助核查的行政辅助型直属事业单位”。该中心还开通了中国第一部土地矿产咨询热线电话：16896965。该中心为农民和社会困难人员提供免费服务。
2014年11月，中央机构编制委员会办公室批复同意中国土地矿产法律事务中心（国土资源部土地争议调处事务中心）更名为国土资源部不动产登记中心（国土资源部法律事务中心），承担不动产登记有关政策、业务、技术等的支撑工作以及国土资源法律事务工作。